# Сучу де Жос (Марамуреш)
Сучу де Жос (рум. Suciu de Jos) насеље је у Румунији у округу Марамуреш у општини Сучу де Сус. Oпштина се налази на надморској висини од 379 m.

## Становништво
Према подацима из 2002. године у насељу је живело 1158 становника, од којих су сви румунске националности.